# Lee Wai Chun
Lee Wai Chun (xinès simplificat: 李惠珍, pinyin: Lǐ Huìzhēn; Hong Kong, 1939 - 27 d'agost de 2020) va ser una de les artistes de manhua més reeixides de Hong Kong. És coneguda sobretot per la popular sèrie Sapsaam Dim, coneguda com a Miss 13 Dot o 13-Dot Cartoon en anglés, que narra les aventures d’una adolescent rica i interessada en la moda. Sapsaam Dim ha sigut un dels còmics més venuts a Hong Kong i el sud-est asiàtic.

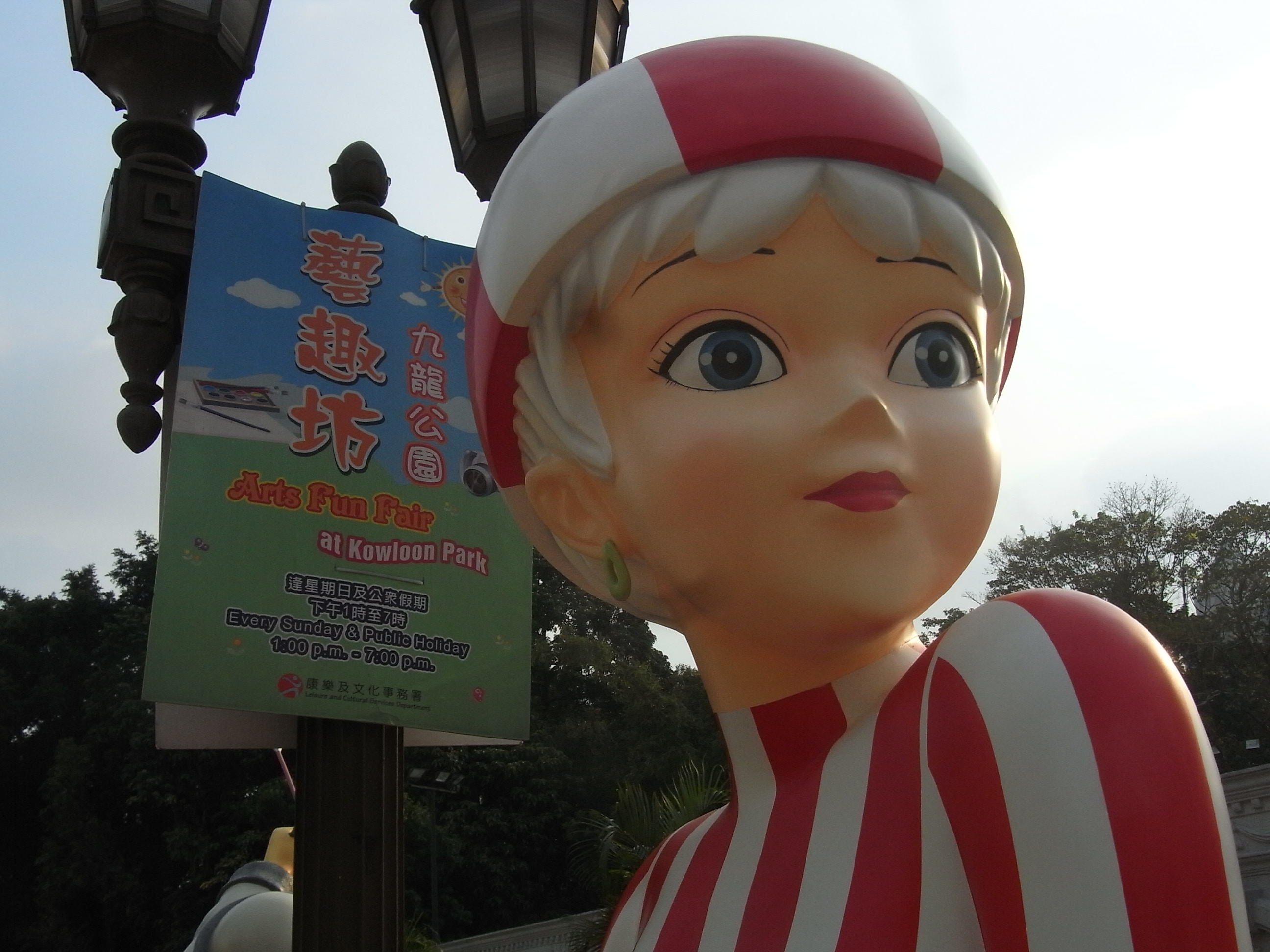
Estàtua de Sapsaam Dim en Kowloon Park, Hong Kong.

Lee considerava que les seues primeres influències com a il·lustradora de llibres infantils foren Kwan Shan Mei, l'artista de còmics Chan Chi-dor, el nord-americà Don Flowers, creador de la historieta Glamour Girls, i exemplars importats de col·leccions de Harvey Comics com Richie Rich i Hot Stuff the Little Devil. Richie Rich esdevindria una inspiració per a la seua creació més famosa, Sapsaam Dim. Quan era adolescent, va guanyar un concurs de disseny de moda infantil patrocinat per Tin Tin Daily, el 1965.
El seu primer còmic, Fafa Siuze (Miss Flower), es va publicar el març de 1965 i va durar huit números.
Sapsaam Dim va començar a publicar-se el 1966. Zai-se-ti, literalment traduït com "13 punts", és un terme de l'argot xangaiés usat per a referir-se a dones joves frívoles. El personatge principal és la filla d'un banquer milionari, el Mr. Cash, i d'una mare indulgent, Mrs. Lovelly. Igual que Richie Rich, la sèrie es va centrar en les seues aventures luxoses i poc realistes. La moda occidental va ser un dels focus principals de la sèrie; s'estima que als primers 28 números es presentaven més de 1.700 peces de roba diferents, i els lectors portaven còpies del còmic a sastres per fer-ne vestits d'imitació. Miss 13 Dot va ser concebuda i rebuda com una icona feminista en un període de canvi per a les dones a Hong Kong; Lee va dir que "pot fer el que li agrada, prendre les seues pròpies decisions, tenir les seues pròpies idees". En el moment àlgid a finals dels anys seixanta i principis dels setanta, Sapsaam Dim venia 50.000 exemplars al mes. La sèrie va finalitzar-se en la dècada dels huitanta, però posteriorment se n'han publicat més historietes.
El 1978, Lee i el seu marit dibuixaven a una nova revista infantil anomenada Sannei Gogo.
El 2005, Lee i la companyia Dog 9 van llançar una nina Sapsaam Dim de 12 polzades. També va publicar una novel·la gràfica anomenada Lyun-lyun Baa-lai (Amor a París), el febrer de 2008.
Lee va morir el 27 d'agost de 2020 després d'una malaltia. Va ser enterrada al Cementeri Catòlic de St. Michael, a Happy Valley.